# ボートレーサー養成所
ボートレーサー養成所（ボートレーサーようせいじょ）は、競艇選手（ボートレーサー）を養成するために日本モーターボート競走会（全国モーターボート競走会連合会）が福岡県柳川市大和町に設置した養成所である。
新人ボートレーサーの研修期間は1年間（かつては1年半だった）。

## 概要
競艇養成所は各地の競艇会の養成機関で行われていたが、1966年に競艇養成機関の一本化を目的に山梨県の本栖湖を訓練場とする「本栖研修所」を設置。2001年3月より現在の福岡県柳川市に移転し、「やまと競艇学校」として選手養成を行うようになった。2017年からは養成訓練費用を無償化している。
なお、ボートレーサー養成所は新人の訓練のみならず、現役のボートレーサーについても、年1回義務付けられている定期訓練時（2泊3日の日程）および臨時訓練時に使用している。
校歌が存在する（作詞：岡田敬二、作曲：吉崎憲治）。やまと競艇学校時代に制定されたもので、ボートレーサー養成所となった際に歌詞が一部修正され現在に至っている。

### 養成課程
- 入所から概ね最初の半年間は「第2小隊」、後半の半年は「第1小隊」に配属される。なお、他に審判・検査員養成のための「第3小隊」と、現役選手・審判・検査員を対象とする「第4小隊」も存在する[6]。
  - 入学から3か月間は教官の運転によって水面に慣れることから始めて、モーターの装着、分解、組み立てなどの基礎訓練からスタート。
  - 4か月目からは実際のレースに近づけて複数の艇で旋回したり、スタートタイミングや待機行動のトレーニング、モーターの性能調整やプロペラの調整などの技術応用練習が行われる。
  - 6か月目に入ると進級試験が行われる。操縦、モーター組み立て、筆記、口述の4科目が行われ、1つでも欠点があれば不合格となる。不合格になった訓練生は、その時点で養成所を強制的に退所させられる。
  - 最後の4か月間で模擬競走を行う。卒業記念競走の決勝ラウンド出場は模擬レースの成績などを参考に決定される。
  - 卒業の月に入ると国家試験（競艇選手資格検定）を受験する。資格検定に合格すれば卒業となり競艇選手として登録されるが、不合格の場合は次回の試験まで半年間訓練が課せられる。
  - その他、スポーツマンとしての基礎体力トレーニングやメンタルトレーニング、レクリエーション活動も行われる。
- リーグ戦の成績上位者は、デビューする際、B1級扱い[7]でレースに出場できる。デビュー3か月間は地元地域中心、それ以降は全国各地の会場で斡旋される。
- 1年間においての実技・講習時間は

1. 操縦実技：950時間
2. 整備実技：550時間
3. 学科座学：280時間
4. その他の座学・実技：140時間
となっており、その他の項目には、メンタルヘルスやスポーツビジョンについての座学や、選手・整備士を招いての実技・座学、実際の競艇場や愛知県碧南市にある日本モーターボート選手会常設訓練所での現地研修も含まれている。

- 実習や模擬競走、修了記念競走で使用する競走水面は2か所ある。

1. 第1水面：520m × 200m × 2.1m
2. 第2水面：480m × 140m × 2.1m
いずれの水面も実際の競艇場で使われる水面・ピット・大時計が再現されており、研修生は、最初は水面になれる訓練からスタート後、このピットからのスタート展示（待機行動のリハーサル）→周回展示（1選手2周）→実際のレースまでの流れを入念に練習を行う。

- かつては、飛び級などの例外[8]を除き、大学卒業者および大学卒業見込み者が受験をすることが不可能であった[9]。これは野中和夫ら一部の例外を除いて同期の内で年少者の活躍が目覚しい事が理由のひとつであるとされている。しかしながら、試験は1988年5月の持ちプロペラ制度導入（2012年4月にオーナープロペラ制度に回帰）以後では物理に関する問題も出題されるなど決して容易なものではなく、視力試験の厳しさも併せて、市川哲也などの有名選手においても試験に落ちた経験を持つ者も少なくない。
- 現在は各期の募集ごとに1000名ほどの応募があるが、合格できるのは50名ほどであり、この時点で20倍の競争率である[10]。しかし、入所できても養成課程の過酷さゆえに脱落者も少なくはなく[11]、養成所を卒業して実際に競艇選手となれる者は研修生の半数程度で、それ以外はほぼ強制的に中途退所させられる。例を示すと、97期では研修生35名のうち卒業できたのは20名[12]、106期でも同じく40名のうち22名[13]、そして現在の名称となり研修費用が無償化されて最初の入所者となった122期でも50名中26名、123期でも52名中24名、128期でも51名中28名[14]と、いずれも半数前後の脱落者を出しており、卒業までのハードルは非常に厳しい。
  - 元選手で「やまと学校」時代に校長を務めた一人の植木通彦によると、毎回1000名ほどが受験して合格者は50名ほど、しかしいざ競走訓練に入ると「まっすぐに進めない」「横に並ばれるのが怖い」というような『ボートレーサーとしての適性がない』研修生が少なからずおり、そういう者がふるい落とされると言う[15]。
- 日本モーターボート競走会の新入社員や、各競艇場に所属する審判員・検査員もここで1年間の研修を受け、競艇用のボートの操縦資格を取得する。そのため、レース以外の際（主に新ボート・モーターの受入検査時など）に実際にボートを操縦することもある。

### 試験合格の基準

#### 進級試験
以下の各号に該当する者は強制的に退所となる
1. 8科目中得点平均60%未満の科目が3科目以上ある
2. 総合成績[16]で学科・整備・操縦科目そのいずれか1つでも60%未満である

#### 修了試験
以下の各号に該当する者は留年、もしくは強制退所となる
1. 6科目中得点平均60%未満の科目が3科目以上ある
2. 総合成績[16]で60%未満である

#### その他
以下の各号に該当する者も留年、もしくは強制退所の対象になる場合がある
1. 班別試験においての学科・整備・操縦科目のいずれか1つでも得点率が60%未満である場合
2. 修了リーグ戦で著しく低勝率である、または著しく高い事故率である者

### 訓練生の生活
- 年2回の入学式（4月入学コースと10月入学コース）がある。下一桁の偶数期生が4月入学生、奇数期生は10月入学生である。
- 研修費用（食費、ヘルメット、その他）は1年間で64万5000円は最低かかっていた（後述のように第122期生からは自己負担費用が無償化された）。
- 全寮制である。一時期はプライバシー重視の流れで、室内をブースで区切る形式の個室であったが、競艇場に斡旋された際の生活にそぐわないため、ブースの仕切りは撤去され元に戻し、現在は相部屋での共同生活となっている。
- 養成所では「礼と節」を重視しており、整列や行進の訓練、教官に対する礼儀などを厳しく指導されるスパルタ教育方式である。入学直後はこれらの教育に特に力を入れており、この段階で雰囲気に馴染めず脱落する訓練生が出ることもある。
- 平日・土曜日・日曜日・祝日関係なく朝は6:00起床と早い。入学式や卒業式当日も同様である。起床5分前に、まず小川のせせらぎ小鳥のさえずりのテープを流したのち、6時ちょうどに時報代わりのブザーを鳴らすという。起床3分以内にクラシック音楽「軽騎兵」が流れる中ダッシュで広場に集合しなければならない。寝具を整頓後に急いで広場へ向かい男子は上半身裸で乾布摩擦、女子はダンベル上げを行いその後点呼を行う。1人でも遅刻者がいれば連帯責任で腕立て伏せなどの罰則を科される。
- 訓練生が広場で準備体操に取り組んでいる間に教官が訓練生の寝室の整備状況をチェックし、寝具だけでなく寝間着やタオルなどちょっとでもズレなどの不備があればグチャグチャにされる。この場合教官の対応にもよるが部屋や広場などで叱責を受けることになり、罰則を科される場合もある。
- 夜は22:00消灯である。
- 売店は夕食後15分程度だけ営業する。
- 週に一度だけ、公衆電話ブースが開放される。この時は電話の前に列ができることもある。携帯電話の持ち込みは禁止されている[6]。
- 養成所在学中は、一切禁酒・禁煙（外出先や一時帰省の時期=下記参照であっても飲酒・喫煙は一切厳禁）である[6]。
- 上記の携帯電話の他、オーディオプレーヤー、パソコン、雑誌・書籍など、競艇の訓練に直接関係のない携行品も原則として持参は禁止されている[6]。
- 養成所に在所中は男子は丸刈り（スポーツ刈り・丸坊主含む）[17]、女子も髪が耳にかからない程度のショートヘアにすることが義務付けられている。また生まれつきの白髪や茶髪などによるやむを得ない事情を除き、ファッション目的で染色・脱色することは基より、耳や身体へのピアスの装飾なども一切禁止されている[6]。
- 自由な外出は原則として年4回程度の外出日、並びにお盆休みと年末年始（各10日間程度）に限られ、普段はたとえ週末や祝祭日であっても、身内の不幸による忌引きなどといった例外を除き許可されない。外出日以外の週末・祝祭日は、実技・整備や座学などの自習・補習や草むしりなどの雑業などを行うことが基本であり、稀にある外出日では、外出先から戻った直後に必ず体重計に載ることが義務付けられている。なお、遅刻や体重オーバーをした場合は厳しい叱責を受ける[6]。
- 建物内には至るところに監視カメラが設置されており、教官により随時監視が行われている。本栖時代を知る選手からは「卒業してから数年経っても、監視カメラのズーム音に反応するぐらい怯える」との声がある。やまと学校になってからはカメラの性能が向上し作動音が小さくなった一方で、カメラにスピーカーが付属したタイプとなり、スピーカーを通じて教官から随時指導が入るようになった[18]。

#### 1日のスケジュール
（以下は平日の場合）
- 6:00　起床
- 6:10　点呼・準備体操
- 6:30　自室・食堂などの清掃
- 7:00　朝食
- 7:50　日章旗掲揚・君が代斉唱・朝礼
- 8:00　午前中の講義（座学・実技訓練）
- 12:00　昼食
- 13:00　午後の講義（座学・実技訓練）
- 16:55　日章旗降納・君が代斉唱・終礼
- 17:00　夕食
- 17:45　自習
- 19:00　自由時間・入浴など
- 21:00　自室・食堂などの清掃
- 21:30　点呼
- 22:00　就寝・消灯

## 歴史
- 1951年：地元選手の確保という観点から各地競走会で競艇場に付随して選手養成機関が設置。選手養成機関としては琵琶湖競艇場の近くに琵琶湖国際モーターボート選手審判員養成所が全国で初めて設置され、後に連合会の公認養成所となる。
- 1956年：琵琶湖国際モーターボート選手審判員養成所は廃止。以後は各地競走会の選手養成機関で養成されることになった。
- 1966年：山梨県の本栖湖を訓練場とする本栖研修所を設置。競艇人気により競艇場の開催日が多くなる一方で訓練できる非開催日の日数が少なくなり、各地競走会の選手養成は非開催の競艇場を求めて訓練生や指導教官や訓練器材が移動を繰り返しながら訓練を行うことが常態化したため、訓練効率面や経費面からも非効率であるとして、選手養成機関を本栖研修所へ一本化することを目的に各地競走会の選手養成機関は廃止。
- 2001年3月：福岡県山門郡大和町にやまと競艇学校を設置。本栖湖の水位の変化が激しくなり、選手養成課程に影響を与えていたこと等から本栖研修所の機能を移転させる形で本栖研修所は廃止。
- 2010年度：やまと学校へ改称。「競艇」の呼称が「ボートレース」に変更されたことによる変更。
- 2017年4月："プロボートレーサー養成"に特化した内容を明示するため、ボートレーサー養成所へ改称。同月入学の第122期選手養成員から、養成訓練にかかる自己負担費用（年間120万円）を無償化した[19]。これにより121期より卒業記念競走で優勝した者への称号をやまとチャンプから養成所チャンプへと変更した[20]。

## 事件・事故
- 2007年3月26日、元・101期選手養成員（訓練生）の男性（20歳）が、同年1月12日にやまと競艇学校（当時）寮内の自室で、同期生2人から右膝を蹴られるなどし、外傷性関節炎を負わされたとして、福岡県警察柳川警察署に被害届を提出した。そのことが、同月29日の西日本新聞（夕刊）、朝日新聞西日本版（同）で報じられた。その際、朝日新聞西日本版記事には「校内ではいじめや暴力が蔓延している」とする男性の証言が記載された。なお、その後、加害訓練生はいずれも不処分となり、同年9月22日に選手登録しデビューしている。
- 2016年5月19日、119期生の女性訓練生が模擬レースでの事故により死亡した[21]。他のボートが衝突してきたことによるもの。

## 受験資格と入学条件

### 概要
2008年8月1日から始まる募集より、一般試験と特別試験とに分割され、同時に一般試験における入学資格が大幅に変更された。この変更により、入学資格の年齢が15歳以上30歳未満（従来は14歳以上21歳未満）になり、また身長制限の上限が3cm緩和され175cm以下となるなど、門戸が拡大された。このため、大学・短期大学・専門学校・大学校・大学院卒業者や社会人経験者にも事実上門戸が開放された。同時に、ボートレース場が応募者数に応じて決定する、特定のスポーツ（アマチュアモーターボート競走、体操、ボクシング、スキー、野球など）で実績のある者を対象とした、スポーツ推薦試験制度が一般試験枠で設定された。この制度の利用した一例として、サッカー大韓民国代表にも選ばれ、2013年に入学した元プロサッカー選手の朴康造が一例である（朴は怪我により自主退学した）。卒業後に現役選手となった者では、元高校野球・大学野球選手の安河内将や山川雄大、元フィギュアスケート選手の平川香織らがこの制度を使用して合格している。
応募は第139期までは受験申請書・写真2葉・郵便振替で振り込んだ受験手数料の振替払込請求書兼受領証を最寄りの日本モーターボート競走会の支局・支部（ボートレース場がない北海道・東北地区は関東支局、沖縄地区は九州支局）に提出する形となっていたが、第140期以降はボートレーサー養成所公式サイト内にあるWEBエントリーページからの応募となった。
一般試験とスポーツ推薦試験制度に関しては、第1次試験（スポーツ推薦試験制度は人物試験を実施）・第2次試験・第3次試験の3段階によって行われ、第3次試験に合格すれば入所となる。但し、第126期以降の募集では、第2次試験の受験は5回までとなる他（5回不合格（欠席や辞退も含む）になった場合は以降の受験を受けられない）、第125期以前の募集における第2次試験で5回以上不合格となった者は、第126期以降の募集における第2次試験の受験は1回のみとなる（この場合、不合格（欠席や辞退も含む）になった場合は以降の受験を受けられない）。
また、一般試験の枠内におけるスポーツ推薦試験制度とは別枠で、特別試験枠が新たに設けられた。特別試験の受験については以下の条件を満たす必要がある。
- モーターボートの全日本K400選手権大会において3年以上連続して3位以内の者
- 日本自動車連盟公認の国際Aライセンス以上の取得者または日本モーターサイクルスポーツ協会公認の国際ライセンスの資格取得者で、国際大会および国内大会において5位以内の者
- スキー・スノーボードおよび体操競技において、オリンピック・その他世界大会日本代表の者
- 日本ボクシングコミッション公認A級ライセンスの資格を取得し、日本ランキング5位以内の者
- その他スポーツにおいて日本モーターボート競走会が特に認める者

その他の受験資格は基本的に一般試験枠と同一であるが、例外として特別試験枠では身長の制限がない。卒業後に現役選手となった者では、元アーティスティックスイミング選手の計盛光、元プロ野球・埼玉西武ライオンズの投手であった野田昇吾らがこの特別試験枠で受験して合格している。

### 一般試験における受験資格

#### 資格改定以前
1. 15歳以上30歳未満の男女（ただし義務教育卒業以上）
2. 身長 175cm以下
3. 体重 男子: 49kg以上で57kg以下、女子: 44kg以上で52kg以下
4. 裸眼（フェイキックIOL「有水晶体眼内レンズ」手術・眼鏡・コンタクトレンズによる矯正は不可）で両眼とも0.8以上
5. 血圧 収縮期 150mmHg以下、拡張期 90mmHg以下（資格改定後は「聴力その他の健康状態において選手養成訓練を行うのに支障のない者」に一本化）
6. 視覚障害、眼筋平衡機能障害のないこと（資格改定後は「弁色力において強度の色弱でないこと」に変更）
7. 聴打診で重度の異常が認められないこと（資格改定後は「聴力その他の健康状態において選手養成訓練を行うのに支障のない者」に一本化）

#### 資格改定後
1. 15歳以上30歳未満の男女（ただし義務教育卒業以上）
2. 身長 175cm以下
3. 体重 男子: 47kg以上で57kg以下、女子: 42kg以上で50kg以下
4. 裸眼（フェイキックIOL「有水晶体眼内レンズ」手術・眼鏡・コンタクトレンズによる矯正は不可）で両眼とも0.8以上
5. 弁色力において強度の色弱でないこと
6. 聴力その他の健康状態において選手養成訓練を行うのに支障のない者
7. 禁錮以上の刑に処せられた者、モーターボート競走法に違反して罰金以上の刑に処せられた者、選手養成訓練中に成績不良および素行不良により養成を取りやめられた者の再入学、反社会的勢力との関係が疑われるなどでモーターボート競走の公正を害するおそれがあると認められるに足りる相当の理由のある者の、いずれにも該当しない者

出典:ボートレーサー養成所公式HP内募集要項コンテンツ

## 学校行事
開催月は偶数期生は左側、奇数期生は右側
- 入学式・テーブルマナー講習会（4・10月）
- 班別試験（5・11月、7・12月、10・4月、1・7月　各期4回実施）
- 保護者（父母兄）参観日（6・11月）
- 進級試験（8・2月）
- 修了試験（2・8月）
- 資格検定試験・修了（卒業）記念競走・修了式（3・9月）
- この間に応急処置法、ボート修理法、演習火災呼集、選手招聘訓練を全て学ぶ。
- その他のイベント・レクリエーションに
  - マラソン・駅伝大会
  - バーベキュー大会
  - ゴムボート大会
  - 献血協力
  - ゲストの現役選手・OB/OGや有識者を交えての講話講演会
  - 実際のレース会場の見学会
  - 演習火災呼集（いわゆる避難訓練）
  - 武道訓練
  - 雲仙普賢岳登山
  - 餅つき大会

## 所在地
- 〒839-0263 福岡県柳川市大和町大坪54番地1

## 関連文献
- せとわたる『競艇選手への道―Yamato racing school―「やまと競艇学校」完全ガイド』日刊現代・発行、出版研・発売、2005年 ISBN 978-4-87969099-9